# 케이트 윈슬렛
케이트 엘리자베스 윈슬렛(영어: Kate Elizabeth Winslet 케이트 엘리자베스 윈즐릿[*], CBE, 1975년 10월 5일 ~ )은 잉글랜드의 배우이다. 윈슬렛은 어린 시절부터 드라마를 공부하였고, 1991년에 영국의 텔레비전 광고로 경력을 시작하였다. 1994년 영화 《천상의 피조물》으로 스크린 데뷔를 한 이후, 1997년 개봉한 영화 《타이타닉》의 엄청난 흥행 성공으로 국제적인 명성을 얻었다. 윈슬렛은 미국 아카데미상 여우주연상 후보에 총 6번 지명되는 등 화려한 수상 경력이 있는데, 2008년 영화 《더 리더: 책 읽어주는 남자》로 제81회 미국 아카데미상과 제62회 영국 아카데미 영화상(BAFTA)에서 여우주연상을 수상했으며, 같은 해 제66회 골든 글로브 시상식에서는 여우주연상과 여우조연상을 동시에 수상하는 기염을 토하였다. 2012년 윈슬렛은 배우로서의 공로를 인정받아 명예 세자르상을 받았다.

## 어린 시절
윈슬렛은 잉글랜드 버크셔주 레딩에서 태어났다. 조부모 린다 윈슬렛과 올리버 윈슬렛은 극장을 운영한 배우였으며, 남동생 조스 윈슬렛을 제외하고 부모 로저 윈슬렛과 샐리 윈슬렛, 삼촌 로버트 브리지스, 언니 애나 윈슬렛, 여동생 베스 윈슬렛까지 배우로 활동하고 있는 배우 가문 출신이다.
윈슬렛은 레드루프스 극장 학교에서 만 11세의 나이에 드라마를 공부하기 시작하였다. 만 12세에 그녀는 텔레비전 광고에 출연하였고, 이후 메이든헤드에 위치한 남녀공학 사립학교를 다녔다.

## 배우 경력

### 1991~2003
윈슬렛은 BBC의 어린이 공상 과학 드라마 《다크 시즌》으로 텔레비전 드라마에 처음 출연하였다.
그녀는 1992년 런던에서 피터 잭슨 감독으로부터 영화 《천상의 피조물》의 캐스팅 제의를 받고, 오디션을 통해 영화에 첫 출연하게 되었다. 이 작품으로 엠파이어상에서 영국 여자 배우상과 뉴질랜드 필름 & TV 어워드에서 해외 배우상을 수상했다.
1995년 리안 감독의 영화 《센스 앤 센서빌리티》에서 엠마 톰슨, 앨런 리크먼, 휴 그랜트와 함께 출연, 영화는 1996년 제46회 베를린 국제 영화제에서 황금곰상을 받았고, 윈슬렛 역시 극중의 연기에 대해 찬사를 받아 영국 아카데미 영화상 여우조연상과 미국 배우 조합상 영화부문 최우수 여우조연상을 수상했다. 이후 1996년에는 영화 《쥬드》, 《햄릿》 등에 연이어 출연하였으며, 《햄릿》으로 엠파이어상에서 영국 여자 배우상을 수상했다.
1996년 윈슬릿은 레오나르도 디카프리오와 함께, 제임스 카메론 감독의 영화 《타이타닉》(1997)의 촬영을 시작했다. 영화는 전 세계에서 박스오피스 1위를 연이어 기록하며, 총 21억 8537만 달러의 엄청난 수익을 기록하였고, 그녀는 유럽 영화상 최우수 영국 여자 배우상, 독일 골든 카메라상 최우수 해외 여자 배우상을 비롯해 수많은 영화제의 여우주연상에 후보 지명되었고, 아카데미 여우주연상에 첫 지명되는 쾌거를 이뤘다.
윈슬릿은 《타이타닉》의 엄청난 성공에도 불구하고, 차기작으로 저예산 영화 《홀리 스모크》(1999)를 선택했다. 또한 이 시기에 영화 《애나 앤드 킹》과 《셰익스피어 인 러브》(1999)의 출연 제의를 받았지만, 당시 결혼식을 올린지 얼마 안된 윈슬렛은 출연을 고사했다. 이후 영화 《퀼스》(2000), 에 출연, 《아이리스》(2001), 《데이비드 게일》(2003)에 출연하였다.
2000년 윈슬렛은 어린이를 위한 이야기 음반을 발매, 그래미상을 받았다. 애니메이션 영화 《크리스마스 캐롤》(2001)으로 더빙 연기를 하기도 하였다.

### 2004~2012

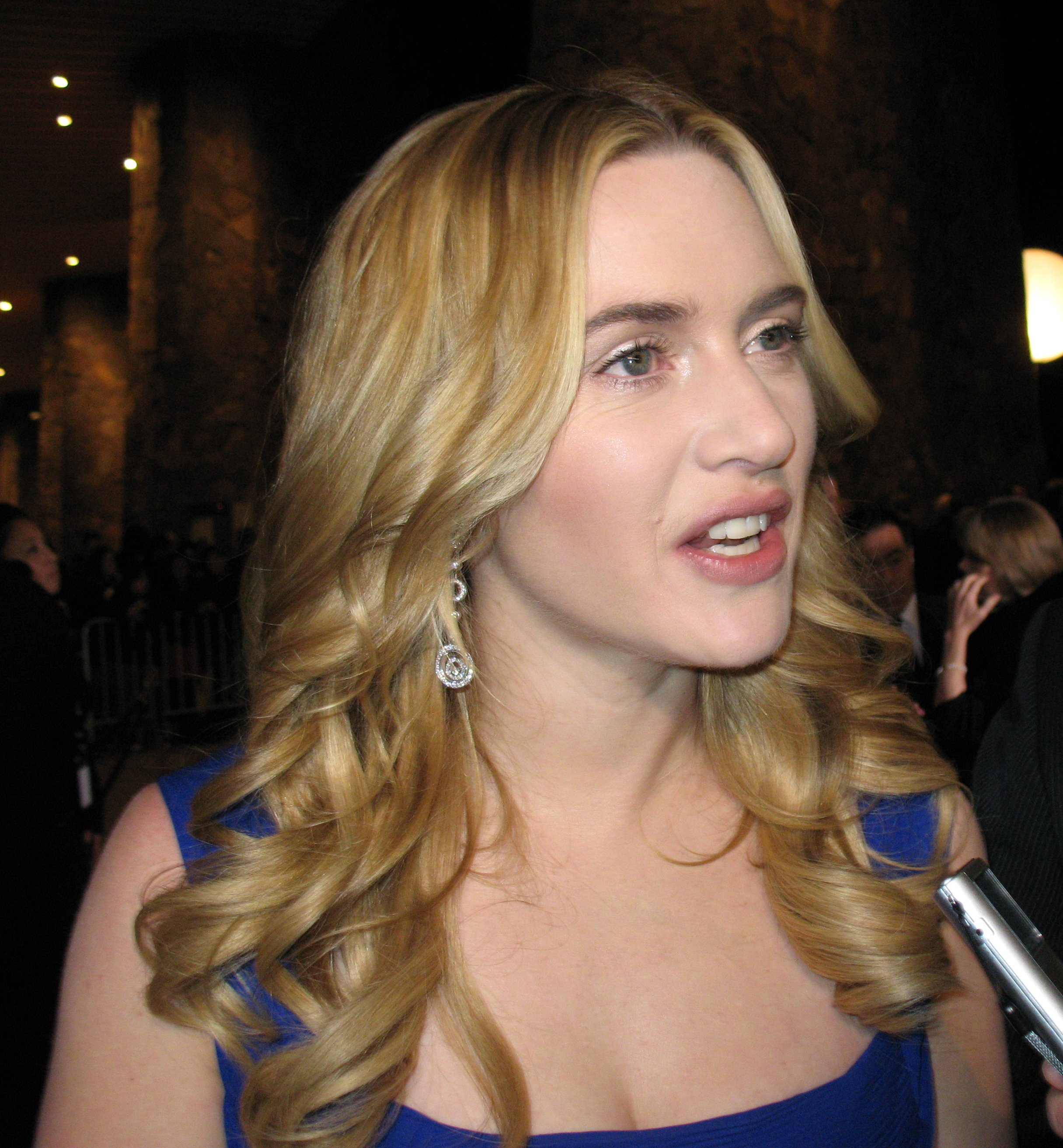
2007년 팜스프링스 국제 영화제에서

이후 짐 캐리와 함께 출연한 2004년 영화 《이터널 선샤인》으로 제77회 아카데미상 여우주연상에 후보 지명되었다. 조니 뎁과 출연한 영화 《네버랜드를 찾아서》또한 큰 호평을 받아, 윈슬렛은 두 영화로 라스베이거스, 런던, 워싱턴 D.C.의 영화 비평가 협회의 여우주연상을 받았고, 샌타바버라 국제 영화제를 비롯해 수많은 영화상을 받았다. 특히 《네버랜드를 찾아서》는 전 세계적인 성공을 거두었고, 1억 1천 8백만 달러의 수익을 올려 《타이타닉》 이후 윈슬렛이 출연한 영화 중에서 가장 높은 수익을 올린 영화가 되었다.
이후 영화 《로맨스 & 시거렛》(2005)에서 조연으로 출연하였고, 애니메이션 영화 《플러쉬》(2006)으로 더빙 연기를 하였다.
2006년 다큐멘터리 영화 《신비의 바다》를 통해 처음으로 나레이션에 참여했다. 같은 해 개봉한 영화 《올 더 킹즈 맨》, 《리틀 칠드런》, 《로맨틱 홀리데이》등에 연이어 출연했다. 윈슬렛은 《리틀 칠드런》을 통해 브리타니아 어워드에서 올해의 영국 예술가상, 고섬상 공헌상, 팜스프링스 국제 영화제에서 데저트 팜스 공로상을 받았다.
2008년 영화 《더 리더: 책 읽어주는 남자》로 제81회 아카데미상 여우주연상과 제62회 영국 아카데미 영화상(BAFTA) 여우주연상을 수상했다. 이는 《센스 앤 센서빌리티》(1995)로 아카데미상에 첫 지명된 이후 무려 13년이 걸렸고, 또한 같은 해 개봉된 영화이자 남편인 샘 멘디스가 감독한 《레볼루셔너리 로드》로 제66회 골든 글로브상에서는 영화/드라마 부문 여우주연상과 여우조연상을 동시에 받는 기염을 토했다. 이외에도 윈슬렛은 《더 리더: 책읽어주는 남자》으로 크리틱스 초이스 영화상 여우주연상을 비롯해, 시카고, 라스베이거스, 런던, 샌디에이고, 밴쿠버 영화 비평가협회상과, 《레볼루셔너리 로드》로 여성 영화기자협회상 여우주연상, 팜스프링스 국제 영화제 여우주연상 등 수많은 상을 수상했다.
2011년 미국 HBO의 텔레비전 드라마 《밀드레드 피어스》에 출연, 골든 글로브상 텔레비전 영화부문 최우수 여우주연상과 에미상 여우주연상을 수상했다. 이후 《컨테이젼》(2011), 《대학살의 신》(2011)에 출연하였다.

### 2013~현재
2013년 윈슬렛은 《더 건지 리터라티 앤드 포테이토 필 파이 소사이어티》, 《레이버 데이》, 《무비 43》 등 3편의 영화에 출연하였고, 골든 글로브상에서 《레이버 데이》으로 10번째 후보에 지명되었다. 2014년에는 《다이버전트》, 《어 리틀 카오스》에 출연하였다.

## 사생활
윈슬렛은 1997년에 만나 교제를 해온 영화 감독 짐 트리플턴과 1998년 11월 22일에 결혼식을 올렸다. 2000년 10월, 런던에서 딸 미아 트리플턴이 태어났다. 하지만 윈슬렛과 트리플턴은 2001년 12월 13일에 이혼하였다.
이후, 영화 《아메리칸 뷰티》로 잘 알려진 영국의 영화 감독 샘 멘디스와 2003년 5월 24일 재혼을 하였고, 앵귈라에서 결혼식을 올렸다. 같은 해 12월 22일 두 사람과의 사이에 아들 조 윈슬렛 멘디스가 태어났다. 두 사람은 2008년 영화 《레볼루셔너리 로드》에서 함께 감독과 배우로써 작업을 하는 등 잉꼬부부로 알려졌지만, 2010년 결혼 7년만에 별거에 들어갔고, 2011년 공식 이혼하였다. 두 자녀의 양육권은 공동으로 갖기로 합의했다고 알려졌다.
윈슬렛은 2012년 12월 세 살 연하의 연인 에드워드 아벨 스미스와 뉴욕에서 비밀리에 결혼식을 올렸다. 스미스는 영국의 최대 부호 가운데 한 명으로 꼽히는 버진 그룹 회장 리처드 브랜슨의 조카로 알려져 있다. 그는 한때 네드 로큰롤이란 예명을 사용한 적이 있다. 2013년 12월, 스미스와의 사이에서 아들 베어 블레이즈 윈슬렛이 태어났다.

## 출연 작품

### 영화
| 년도 | 제목                               | 역할                    | 참고                 |
| ---- | ---------------------------------- | ----------------------- | -------------------- |
| 1994 | 천상의 피조물                      | 줄리엣 흄               |                      |
| 1995 | 센스 앤 센서빌리티                 | 매리앤 대시우드         |                      |
| 1995 | 아더 왕궁의 소년                   | 사라 공주               |                      |
| 1996 | 햄릿                               | 오펠리아                |                      |
| 1996 | 쥬드                               | 수 브라이드헤드         |                      |
| 1997 | 타이타닉                           | 로즈 드윗 버케이트/도슨 |                      |
| 1998 | 히디어스 킨키                      | 줄리아                  |                      |
| 1999 | 홀리 스모크                        | 루스 바론               |                      |
| 1999 | 요정나라 대모험                    | 브리지드 (더빙)         | 애니메이션 영화      |
| 2000 | 퀼스                               | 마들렌 '매디' 르끌레르  |                      |
| 2001 | 지상에서 가장 아름다운 경기        | 애니 (더빙)             | 단편 애니메이션 영화 |
| 2001 | 아이리스                           | 어린 아이리스 머닥      |                      |
| 2001 | 에니그마                           | 헤스터 윌리스           |                      |
| 2001 | 크리스마스 캐롤: 더 무비           | 벨르 (더빙)             | 애니메이션 영화      |
| 2003 | 데이비드 게일                      | 벳시 블룸               |                      |
| 2003 | 프런지: 더 무비                    | 클라라                  |                      |
| 2004 | 네버랜드를 찾아서                  | 실비아 데이비스         |                      |
| 2004 | 이터널 선샤인                      | 클레멘타인 크루친스키   |                      |
| 2005 | 로맨스 & 시거렛                    | 튤라                    |                      |
| 2006 | 플러쉬                             | 리타 (더빙)             | 애니메이션 영화      |
| 2006 | 신비의 바다 3D                     | 내레이션                | 다큐멘터리           |
| 2006 | 로맨틱 홀리데이                    | 아이리스 심킨스         |                      |
| 2006 | 리틀 칠드런                        | 사라 피어스             |                      |
| 2006 | 올 더 킹즈 맨                      | 앤 스탠턴               |                      |
| 2008 | 레볼루셔너리 로드                  | 에이프릴 윌러           |                      |
| 2008 | 더 리더: 책 읽어주는 남자          | 한나 슈미츠             |                      |
| 2008 | 여우와 아이                        | 내레이션                | 애니메이션 영화      |
| 2011 | 대학살의 신                        | 낸시 코원               |                      |
| 2011 | 컨테이젼                           | 에린 미어스 박사        |                      |
| 2013 | 레이버 데이                        | 아델 휠러               |                      |
| 2013 | 무비 43                            | 줄리엣 흄               |                      |
| 2014 | 다이버전트                         | 줄리엔 매튜스           |                      |
| 2014 | 어 리틀 카오스                     | 사빈 드 바라            |                      |
| 2015 | NAYA: Legend of the Golden Dolphin | 내레이션                | 다큐멘터리           |
| 2015 | 인서전트                           | 줄리엔 매튜스           |                      |
| 2015 | 데이지 체인                        | 버터컵 (더빙)           | 단편 애니메이션 영화 |
| 2015 | 스티브 잡스                        | 조안나 호프만           |                      |
| 2015 | 드레스메이커                       | 머틀 "틸리" 던니지      |                      |
| 2016 | 트리플 9                           | 아이린                  |                      |
| 2016 | 나는 사랑과 시간과 죽음을 만났다   | 클레어 윌슨             |                      |
| 2016 | 더 로스트 레터                     | 내레이션                | 단편 애니메이션 영화 |
| 2017 | 더 마운틴 비트윈 어스              | 알렉스 마틴             |                      |
| 2017 | 원더 휠                            | 기니                    |                      |
| 2019 | 프렌즈: 둥지탈출                   |                         | 애니메이션 영화      |
| 2019 | 나야 레전드 오브 골든 돌핀         |                         | 애니메이션 영화      |
| 2020 | 더 프렌치 디스패치                 |                         |                      |
| 2020 | 암모나이트                         | 메리 애닝               |                      |
| 2022 | 아바타: 물의 길                    | 로널                    |                      |
| 2023 | 리 밀러: 카메라를 든 여자          | 리 밀러                 |                      |
| 2025 | 아바타: 불과 재                    | 로널                    |                      |

### 텔레비전
| 년도      | 제목                            | 역할                   | 참고                     |
| --------- | ------------------------------- | ---------------------- | ------------------------ |
| 1991      | 슈링크                          |                        | TV 시리즈                |
| 1991      | 다크 시즌                       | 리트                   |                          |
| 1992      | 앵글로 색슨 애티튜즈            | 캐롤라인 제닝톤        | 미니시리즈               |
| 1992~1993 | 겟 백                           | 엘러너 스위트          |                          |
| 1993      | 카슈얼티                        | 수잔                   | 에피소드: Family Matters |
| 1994      | 프라이드                        | 수키(목소리)           | TV 영화                  |
| 1994      | 엑스트라                        | 자신                   |                          |
| 2011      | 밀드레드 피어스                 | 밀드레드 피어스 베라곤 | HBO 미니시리즈           |
| 2015      | 러닝 와일드 위드 베어 그릴스    | 자신                   | 시즌 2, 에피소드 3       |
| 2015      | 남극의 귀염둥이 황제펭귄 이야기 | 내레이션               |                          |
| 2015      | 더 버튼 걸                      | 내레이션               | TV 영화                  |

## 같이 보기
- 그래미상, 아카데미상, 에미상, 토니상 수상자 목록